# Микрометеорология
Микрометеороло́гия — наука, дочерняя к метеорологии, рассматривающая метеорологические явления малых и сверхмалых масштабов, как во времени, так и в пространстве. Временные рамки исчисляются от секунд до нескольких часов. Пространственные рамки лежат в пределах от нескольких метров до нескольких километров. Теория турбулентности, аэродинамика и термодинамика являются основными базовыми науками, которые лежат в основе микрометеорологии и расчетов прогнозов состояния атмосферы в локальных точках, а также оценки динамики изменения в первую очередь таких параметров, как скорость и направление ветра, температура, влажность, плотность и их градиенты.
Применительно к авиационным и другим видам спорта, предусматривающих использование энергии ветра или воздушного пространства, как среды для перемещения, микрометеорология призвана оценивать в первую очередь рамки безопасности тех или иных видов деятельности человека в конкретных точках пространства. При этом учитываются и атмосферные явления и эффекты возникающие при взаимодействии атмосферы с поверхностью земли, энергией солнца и других источников свободной энергии. Например, определяются скосы и изменения силы и направления ветра по отношению к таким же параметрам основной воздушной массы; определяются точки схода восходящих термических потоков их структуры и градиентов скоростей; определяются зоны повышенной турбулентности вблизи поверхности земли, направления и скорости вращения микровихрей, как динамической так и термической природы и т. п.
Чаще всего элементы микрометеорологических оценок используются пилотами сверхлёгкой авиации для определения условий полёта либо на точке старта/посадки либо непосредственно во время полёта, а также спортсменами парусных видов спорта, включая кайтсёрфинг, виндсерфинг и т. п.
Методы микрометеорологии используются не только в спорте и авиации, но и в хозяйственной деятельности при планировании строительства различных объектов сложной аэродинамики или в сильно пересеченной местности, сельском хозяйстве для установки ветрогенераторов, солнечных панелей, мачт радиосвязи, планировки земель и лесопосадок. Специалисты по микрометеорологии часто присутствуют на площадках для проведения масштабных шоу и мероприятий под открытым небом для обеспечения своевременного краткосрочного прогнозирования и предупреждения метеорологической обстановки.